# 海抜

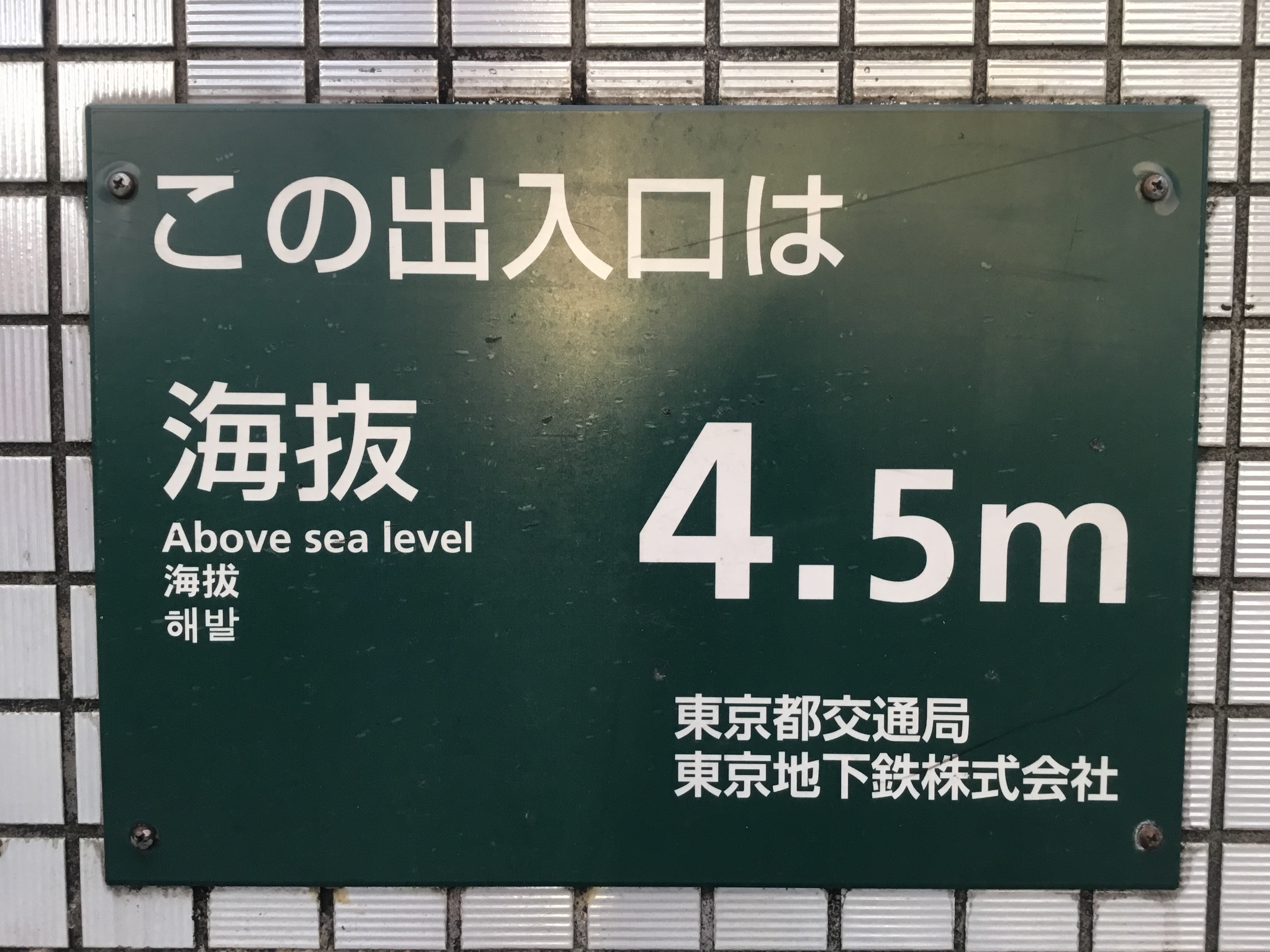
海抜が4.5mであることを示す表示（東京の上野御徒町駅の出入り口）

海抜（かいばつ）とは、海水面から測った陸地の高さのことである。

## 単位
海抜には平均海抜メートル（Metres above mean sea level、MAMSL）、または単に海抜メートル（metres above sea level、m a.s.l）が使用される。前述する海水面は干潮時と満潮時の年間平均を基準とし、計測する。平均海面は気候変動や時間の影響を受ける為、実際の海抜高度とは異なることがある。
日本においては、海抜は近隣の海面を基準とし、標高は東京湾の1873年から1879年の平均潮位を基準としているが、一般には同義として通用する。

## 使用
海抜は標高の基本的な測定に使われる。
- 町、山、ランドマークなどの位置
- ビルやその他建造物の高さ
- 飛行機やヘリコプターなどの高度

## 決定方法
特定のポイントの海抜は様々な方法で決定できる。以下は一般的な計測方法である。
- 複数の衛星を参照して位置を三角測量する全地球測位システム（GPS）
- 気圧を利用した高度計
- 空撮
- レベリング

過去の平均海面の正確な測量は複雑である。理由として、陸地の沈下や、海面上昇などがある。

## その他の測量方法
海抜メートルの他に海抜フィートも使用され、アメリカの測量システム（FAMSL）を利用する測量方法はアナログな方法としては最も一般的である。

## 略称
海抜0メートルは平均海面の略称「AMSL」に基づいて「MAMSL」と略される。